# Ministri federali degli affari esteri del Belgio
Il presente elenco raccoglie tutti i nomi dei titolari del Ministero degli affari esteri del Belgio, dal primo governo di Étienne de Gerlache del 1831.

## Lista
| Ministro                                                     | Ministro          | Ministro                                       | Partito                                                                    | Governo                                  | Mandato                             | Mandato           | Monarca                                   |
| Ministro                                                     | Ministro          | Ministro                                       | Partito                                                                    | Governo                                  | Inizio                              | Fine              | Monarca                                   |
| ------------------------------------------------------------ | ----------------- | ---------------------------------------------- | -------------------------------------------------------------------------- | ---------------------------------------- | ----------------------------------- | ----------------- | ----------------------------------------- |
| Affari esteri                                                |                   |                                                |                                                                            |                                          |                                     |                   |                                           |
|                                                              |                   | Sylvain Van de Weyer (1802-1874)               | Indipendente liberale                                                      | de Gerlache                              | 26 febbraio 1831                    | 23 marzo 1831     | Erasmo Luigi Surlet de Chokier (reggente) |
|                                                              |                   | Joseph Lebeau (1794-1865)                      | Indipendente liberale                                                      | Lebeau I                                 | 23 marzo 1831                       | 24 luglio 1831    | Erasmo Luigi Surlet de Chokier (reggente) |
|                                                              |                   | Félix de Muelenaere (1793-1862)                | Indipendente confessionale                                                 | de Muelenaere                            | 24 luglio 1831                      | 17 settembre1832  | Leopoldo I del Belgio                     |
|                                                              |                   | Albert Goblet d'Alviella (1790-1873)           | Indipendente liberale                                                      | de Muelenaere                            | 17 settembre1832                    | 20 ottobre 1832   | Leopoldo I del Belgio                     |
| Goblet d'Alviella                                            | 20 ottobre 1832   | Albert Goblet d'Alviella (1790-1873)           | Indipendente liberale                                                      | 4 agosto 1834                            |                                     |                   | Leopoldo I del Belgio                     |
|                                                              |                   | Félix de Muelenaere (1793-1862)                | Indipendente confessionale                                                 | de Theux de Meylandt I                   | 4 agosto 1834                       | 1º dicembre 1836  | Leopoldo I del Belgio                     |
|                                                              |                   | Barthélemy de Theux de Meylandt (1794-1874)    | Indipendente confessionale                                                 | de Theux de Meylandt I                   | 1º dicembre 1836                    | 18 aprile 1840    | Leopoldo I del Belgio                     |
|                                                              |                   | Joseph Lebeau (1794-1865)                      | Indipendente liberale                                                      | Lebeau II                                | 18 aprile 1840                      | 13 aprile 1841    | Leopoldo I del Belgio                     |
|                                                              |                   | Camille de Briey (1799-1877)                   | Indipendente confessionale                                                 | Nothomb                                  | 13 aprile 1841                      | 16 aprile 1843    | Leopoldo I del Belgio                     |
|                                                              |                   | Félix de Muelenaere (1793-1862)                | Indipendente confessionale                                                 | Nothomb                                  | 16 aprile 1843                      | 30 luglio 1845    | Leopoldo I del Belgio                     |
|                                                              |                   | Adolphe Dechamps (1807-1875)                   | Indipendente confessionale                                                 | Van de Weyer                             | 30 luglio 1845                      | 31 marzo 1846     | Leopoldo I del Belgio                     |
| de Theux de Meylandt II                                      | 31 marzo 1846     | Adolphe Dechamps (1807-1875)                   | Indipendente confessionale                                                 | 12 agosto 1847                           |                                     |                   | Leopoldo I del Belgio                     |
|                                                              |                   | Constant d'Hoffschmidt (1804-1873)             | Partito Liberale                                                           | Rogier I                                 | 12 agosto 1847                      | 31 ottobre 1852   | Leopoldo I del Belgio                     |
|                                                              |                   | Henri de Brouckère (1801-1891)                 | Partito Liberale                                                           | de Brouckère                             | 31 ottobre 1852                     | 30 marzo 1855     | Leopoldo I del Belgio                     |
|                                                              |                   | Charles Vilain XIIII (1803-1878)               | Indipendente confessionale                                                 | de Decker                                | 30 marzo 1855                       | 9 novembre 1857   | Leopoldo I del Belgio                     |
|                                                              |                   | Adolphe de Vrière (1806-1885)                  | Partito Liberale                                                           | Rogier II                                | 9 novembre 1857                     | 26 ottobre 1861   | Leopoldo I del Belgio                     |
|                                                              |                   | Charles Rogier (1800-1885)                     | Partito Liberale                                                           | Rogier II                                | 26 ottobre 1861                     | 3 gennaio 1868    | Leopoldo II del Belgio                    |
|                                                              |                   | Jules Vander Stichelen (1822-1880)             | Partito Liberale                                                           | Frère-Orban I                            | 3 gennaio 1868                      | 2 luglio 1870     | Leopoldo II del Belgio                    |
|                                                              |                   | Jules d'Anethan (1803-1888)                    | Partito Cattolico                                                          | d'Anethan                                | 2 luglio 1870                       | 7 dicembre 1871   | Leopoldo II del Belgio                    |
|                                                              |                   | Guillaume d'Aspremont Lynden (1815-1889)       | Partito Cattolico                                                          | Malou I                                  | 7 dicembre 1871                     | 19 giugno 1878    | Leopoldo II del Belgio                    |
|                                                              |                   | Walthère Frère-Orban (1812-1896)               | Partito Liberale                                                           | Frère-Orban II                           | 19 giugno 1878                      | 16 giugno 1884    | Leopoldo II del Belgio                    |
|                                                              |                   | Alphonse de Moreau (1840-1911)                 | Partito Cattolico                                                          | Malou II                                 | 16 giugno 1884                      | 26 ottobre 1884   | Leopoldo II del Belgio                    |
|                                                              |                   | Joseph di Riquet de Caraman-Chimay (1836-1892) | Partito Cattolico                                                          | Beernaert                                | 26 ottobre 1884                     | 29 marzo 1892     | Leopoldo II del Belgio                    |
|                                                              |                   | Auguste Beernaert (ad interim) (1829-1912)     | Partito Cattolico                                                          | Beernaert                                | 29 marzo 1892                       | 31 ottobre 1892   | Leopoldo II del Belgio                    |
|                                                              |                   | Henri de Mérode-Westerloo (1858-1908)          | Partito Cattolico                                                          | Beernaert                                | 31 ottobre 1892                     | 26 marzo 1894     | Leopoldo II del Belgio                    |
| de Burlet                                                    | 26 marzo 1894     | Henri de Mérode-Westerloo (1858-1908)          | Partito Cattolico                                                          | 25 maggio 1895                           |                                     |                   | Leopoldo II del Belgio                    |
| de Burlet                                                    |                   |                                                | Jules de Burlet (1844-1897)                                                | Partito Cattolico                        | 25 maggio 1895                      | 11 gennaio 1896   | Leopoldo II del Belgio                    |
| de Burlet                                                    |                   |                                                | Jacques-Joseph Brassine (ad interim) (1829-1912)                           | Indipendente                             | 11 gennaio 1896                     | 25 febbraio 1896  | Leopoldo II del Belgio                    |
|                                                              |                   | Paul de Favereau (1856-1922)                   | Partito Cattolico                                                          | de Smet de Naeyer I                      | 25 febbraio 1896                    | 24 gennaio 1899   | Leopoldo II del Belgio                    |
| Vandenpeereboom                                              | 24 gennaio 1899   | Paul de Favereau (1856-1922)                   | Partito Cattolico                                                          | 5 agosto 1899                            |                                     |                   | Leopoldo II del Belgio                    |
| de Smet de Naeyer II                                         | 5 agosto 1899     | Paul de Favereau (1856-1922)                   | Partito Cattolico                                                          | 2 maggio 1907                            |                                     |                   | Leopoldo II del Belgio                    |
|                                                              |                   | Julien Davignon (1854-1916)                    | Partito Cattolico                                                          | de Trooz                                 | 2 maggio 1907                       | 9 gennaio 1908    | Leopoldo II del Belgio                    |
| Schollaert                                                   | 9 gennaio 1908    | Julien Davignon (1854-1916)                    | Partito Cattolico                                                          | 17 giugno 1911                           | Alberto I del Belgio                |                   |                                           |
| de Broqueville I                                             | 17 giugno 1911    | Julien Davignon (1854-1916)                    | Partito Cattolico                                                          | 18 gennaio 1916                          | Alberto I del Belgio                |                   |                                           |
|                                                              |                   | Eugène Beyens (1855-1934)                      | Partito Cattolico                                                          | de Broqueville II                        | Alberto I del Belgio                | 18 gennaio 1916   | 4 agosto 1917                             |
|                                                              |                   | Charles de Broqueville (1860-1940)             | Partito Cattolico                                                          | de Broqueville II                        | Alberto I del Belgio                | 4 agosto 1917     | 1º gennaio1918                            |
|                                                              |                   | Paul Hymans (1865-1941)                        | Partito Liberale                                                           | de Broqueville II                        | Alberto I del Belgio                | 1º gennaio 1918   | 1º giugno 1918                            |
| Cooreman                                                     | 1º giugno 1918    | Paul Hymans (1865-1941)                        | Partito Liberale                                                           | 21 novembre 1918                         | Alberto I del Belgio                |                   |                                           |
| Delacroix I                                                  | 21 novembre 1918  | Paul Hymans (1865-1941)                        | Partito Liberale                                                           | 2 dicembre 1919                          | Alberto I del Belgio                |                   |                                           |
| Delacroix II                                                 | 2 dicembre 1919   | Paul Hymans (1865-1941)                        | Partito Liberale                                                           | 28 agosto 1920                           | Alberto I del Belgio                |                   |                                           |
| Delacroix II                                                 |                   |                                                | Léon Delacroix (1867-1929)                                                 | Partito Cattolico                        | Alberto I del Belgio                | 28 agosto 1920    | 20 novembre 1920                          |
|                                                              |                   | Henri Jaspar (1870-1939)                       | Partito Cattolico                                                          | Carton de Wiart                          | Alberto I del Belgio                | 20 novembre 1920  | 16 dicembre 1921                          |
| Theunis I                                                    | 16 dicembre 1921  | Henri Jaspar (1870-1939)                       | Partito Cattolico                                                          | 11 marzo 1924                            | Alberto I del Belgio                |                   |                                           |
| Theunis I                                                    |                   |                                                | Paul Hymans (1865-1941)                                                    | Partito Liberale                         | Alberto I del Belgio                | 11 marzo 1924     | 13 maggio 1925                            |
|                                                              |                   | Albéric Ruzette (ad interim) (1866-1929)       | Partito Cattolico                                                          | Van de Vyvere                            | Alberto I del Belgio                | 13 maggio 1925    | 17 giugno 1925                            |
|                                                              |                   | Emile Vandervelde (1866-1938)                  | Partito Operaio Belga                                                      | Poullet                                  | Alberto I del Belgio                | 17 giugno 1925    | 20 maggio 1926                            |
| Jaspar I                                                     | 20 maggio 1926    | Emile Vandervelde (1866-1938)                  | Partito Operaio Belga                                                      | 22 novembre 1927                         | Alberto I del Belgio                |                   |                                           |
|                                                              |                   | Paul Hymans (1865-1941)                        | Partito Liberale                                                           | Jaspar II                                | Alberto I del Belgio                | 22 novembre 1927  | 15 giugno 1931                            |
| Renkin                                                       | 15 giugno 1931    | Paul Hymans (1865-1941)                        | Partito Liberale                                                           | 22 ottobre 1932                          | Alberto I del Belgio                |                   |                                           |
| de Broqueville III                                           | 22 ottobre 1932   | Paul Hymans (1865-1941)                        | Partito Liberale                                                           | 12 giugno 1934                           | Leopoldo III del Belgio             |                   |                                           |
| de Broqueville III                                           |                   |                                                | Henri Jaspar (1870-1939)                                                   | Partito Cattolico                        | Leopoldo III del Belgio             | 12 giugno 1934    | 29 novembre 1934                          |
|                                                              |                   | Paul Hymans (1865-1941)                        | Partito Liberale                                                           | Theunis II                               | Leopoldo III del Belgio             | 29 novembre 1934  | 25 marzo 1935                             |
|                                                              |                   | Paul van Zeeland (1893-1973)                   | Partito Cattolico                                                          | Van Zeeland I                            | Leopoldo III del Belgio             | 25 marzo 1935     | 13 giugno 1936                            |
|                                                              |                   | Paul-Henri Spaak (1899-1972)                   | Partito Operaio Belga                                                      | Van Zeeland II                           | Leopoldo III del Belgio             | 13 giugno 1936    | 24 novembre 1937                          |
| Janson                                                       | 24 novembre 1937  | Paul-Henri Spaak (1899-1972)                   | Partito Operaio Belga                                                      | 15 maggio 1938                           | Leopoldo III del Belgio             |                   |                                           |
| Spaak I                                                      | 15 maggio 1938    | Paul-Henri Spaak (1899-1972)                   | Partito Operaio Belga                                                      | 22 febbraio 1939                         | Leopoldo III del Belgio             |                   |                                           |
|                                                              |                   | Eugène Soudan (1880-1960)                      | Partito Operaio Belga                                                      | Pierlot I                                | Leopoldo III del Belgio             | 22 febbraio 1939  | 18 aprile 1939                            |
|                                                              |                   | Hubert Pierlot (1883-1963)                     | Partito Cattolico                                                          | Pierlot II                               | Leopoldo III del Belgio             | 18 aprile 1939    | 3 settembre 1939                          |
|                                                              |                   | Paul-Henri Spaak (1899-1972)                   | Partito Operaio Belga (1939-1945) Partito Socialista Belga (1945-1950)     | Pierlot III                              | Leopoldo III del Belgio             | 3 settembre 1939  | 23 agosto 1940                            |
| Pierlot IV                                                   | 23 ottobre 1940   | Paul-Henri Spaak (1899-1972)                   | Partito Operaio Belga (1939-1945) Partito Socialista Belga (1945-1950)     | 26 settembre 1944                        | Leopoldo III del Belgio             |                   |                                           |
| Pierlot V                                                    | 26 settembre 1944 | Paul-Henri Spaak (1899-1972)                   | Partito Operaio Belga (1939-1945) Partito Socialista Belga (1945-1950)     | 12 dicembre 1944                         | Carlo Teodoro del Belgio (reggente) |                   |                                           |
| Pierlot VI                                                   | 12 dicembre 1944  | Paul-Henri Spaak (1899-1972)                   | Partito Operaio Belga (1939-1945) Partito Socialista Belga (1945-1950)     | 12 febbraio 1945                         | Carlo Teodoro del Belgio (reggente) |                   |                                           |
| Van Acker I                                                  | 12 febbraio 1945  | Paul-Henri Spaak (1899-1972)                   | Partito Operaio Belga (1939-1945) Partito Socialista Belga (1945-1950)     | 2 agosto 1945                            | Carlo Teodoro del Belgio (reggente) |                   |                                           |
| Van Acker II                                                 | 2 agosto 1945     | Paul-Henri Spaak (1899-1972)                   | Partito Operaio Belga (1939-1945) Partito Socialista Belga (1945-1950)     | 13 marzo 1946                            | Carlo Teodoro del Belgio (reggente) |                   |                                           |
| Spaak II                                                     | 13 marzo 1946     | Paul-Henri Spaak (1899-1972)                   | Partito Operaio Belga (1939-1945) Partito Socialista Belga (1945-1950)     | 31 marzo 1946                            | Carlo Teodoro del Belgio (reggente) |                   |                                           |
| Van Acker III                                                | 31 marzo 1946     | Paul-Henri Spaak (1899-1972)                   | Partito Operaio Belga (1939-1945) Partito Socialista Belga (1945-1950)     | 3 agosto 1946                            | Carlo Teodoro del Belgio (reggente) |                   |                                           |
| Huysmans                                                     | 3 agosto 1946     | Paul-Henri Spaak (1899-1972)                   | Partito Operaio Belga (1939-1945) Partito Socialista Belga (1945-1950)     | 20 marzo 1947                            | Carlo Teodoro del Belgio (reggente) |                   |                                           |
| Spaak III                                                    | 20 marzo 1947     | Paul-Henri Spaak (1899-1972)                   | Partito Operaio Belga (1939-1945) Partito Socialista Belga (1945-1950)     | 27 novembre 1948                         | Carlo Teodoro del Belgio (reggente) |                   |                                           |
| Spaak IV                                                     | 27 novembre 1948  | Paul-Henri Spaak (1899-1972)                   | Partito Operaio Belga (1939-1945) Partito Socialista Belga (1945-1950)     | 11 agosto 1949                           | Carlo Teodoro del Belgio (reggente) |                   |                                           |
|                                                              |                   | Paul van Zeeland (1893-1973)                   | Partito Sociale Cristiano                                                  | Eyskens I                                | Carlo Teodoro del Belgio (reggente) | 11 agosto 1949    | 8 giugno 1950                             |
| Duvieusart                                                   | 8 giugno 1950     | Paul van Zeeland (1893-1973)                   | Partito Sociale Cristiano                                                  | 16 agosto 1950                           | Carlo Teodoro del Belgio (reggente) |                   |                                           |
| Pholien                                                      | 16 agosto 1950    | Paul van Zeeland (1893-1973)                   | Partito Sociale Cristiano                                                  | 15 gennaio 1952                          | Leopoldo III del Belgio             |                   |                                           |
| Van Houtte                                                   | 15 gennaio 1952   | Paul van Zeeland (1893-1973)                   | Partito Sociale Cristiano                                                  | 23 aprile 1954                           | Baldovino del Belgio                |                   |                                           |
|                                                              |                   | Paul-Henri Spaak (1899-1972)                   | Partito Socialista Belga                                                   | Van Acker IV                             | Baldovino del Belgio                | 23 aprile 1954    | 13 maggio 1957                            |
|                                                              |                   | Victor Larock (1904-1977)                      | Partito Socialista Belga                                                   | Van Acker IV                             | Baldovino del Belgio                | 13 maggio 1957    | 26 giugno 1958                            |
|                                                              |                   | Pierre Wigny (1905-1986)                       | Partito Sociale Cristiano                                                  | Eyskens II                               | Baldovino del Belgio                | 26 giugno 1958    | 6 novembre 1958                           |
| Eyskens III                                                  | 6 novembre 1958   | Pierre Wigny (1905-1986)                       | Partito Sociale Cristiano                                                  | 25 aprile 1961                           | Baldovino del Belgio                |                   |                                           |
|                                                              |                   | Paul-Henri Spaak (1899-1972)                   | Partito Socialista Belga                                                   | Lefèvre                                  | Baldovino del Belgio                | 25 aprile 1961    | 24 maggio 1965                            |
| Harmel                                                       | 24 maggio 1965    | Paul-Henri Spaak (1899-1972)                   | Partito Socialista Belga                                                   | 19 marzo 1966                            | Baldovino del Belgio                |                   |                                           |
|                                                              |                   | Pierre Harmel (1911-2009)                      | Partito Sociale Cristiano (1966-1968) Partito Social-cristiano (1968-1973) | Vanden Boeynants I                       | Baldovino del Belgio                | 19 marzo 1966     | 17 giugno 1968                            |
| Eyskens IV                                                   | 17 giugno 1968    | Pierre Harmel (1911-2009)                      | Partito Sociale Cristiano (1966-1968) Partito Social-cristiano (1968-1973) | 20 gennaio 1972                          | Baldovino del Belgio                |                   |                                           |
| Eyskens V                                                    | 20 gennaio 1972   | Pierre Harmel (1911-2009)                      | Partito Sociale Cristiano (1966-1968) Partito Social-cristiano (1968-1973) | 26 gennaio 1973                          | Baldovino del Belgio                |                   |                                           |
|                                                              |                   | Renaat Van Elslande (1916-2000)                | Partito Popolare Cristiano                                                 | Leburton I                               | Baldovino del Belgio                | 26 gennaio 1973   | 23 ottobre 1973                           |
| Leburton II                                                  | 23 ottobre 1973   | Renaat Van Elslande (1916-2000)                | Partito Popolare Cristiano                                                 | 25 aprile 1974                           | Baldovino del Belgio                |                   |                                           |
| Tindemans I                                                  | 25 aprile 1974    | Renaat Van Elslande (1916-2000)                | Partito Popolare Cristiano                                                 | 11 giugno 1974                           | Baldovino del Belgio                |                   |                                           |
| Tindemans II                                                 | 11 giugno 1974    | Renaat Van Elslande (1916-2000)                | Partito Popolare Cristiano                                                 | 7 marzo 1977                             | Baldovino del Belgio                |                   |                                           |
| Tindemans III                                                | 7 marzo 1977      | Renaat Van Elslande (1916-2000)                | Partito Popolare Cristiano                                                 | 3 giugno 1977                            | Baldovino del Belgio                |                   |                                           |
|                                                              |                   | Henri Simonet (1931-1996)                      | Partito Socialista Belga (1977-1978) Partito Socialista (1978-1980)        | Tindemans IV                             | Baldovino del Belgio                | 3 giugno 1977     | 20 ottobre 1978                           |
| Vanden Boeynants II                                          | 20 ottobre 1978   | Henri Simonet (1931-1996)                      | Partito Socialista Belga (1977-1978) Partito Socialista (1978-1980)        | 3 aprile 1979                            | Baldovino del Belgio                |                   |                                           |
| Martens I                                                    | 3 aprile 1979     | Henri Simonet (1931-1996)                      | Partito Socialista Belga (1977-1978) Partito Socialista (1978-1980)        | 23 gennaio 1980                          | Baldovino del Belgio                |                   |                                           |
| Martens II                                                   | 23 gennaio 1980   | Henri Simonet (1931-1996)                      | Partito Socialista Belga (1977-1978) Partito Socialista (1978-1980)        | 18 maggio 1980                           | Baldovino del Belgio                |                   |                                           |
|                                                              |                   | Charles-Ferdinand Nothomb (1936-2023)          | Partito Social-cristiano                                                   | Martens III                              | Baldovino del Belgio                | 18 maggio 1980    | 22 ottobre 1980                           |
| Martens IV                                                   | 22 ottobre 1980   | Charles-Ferdinand Nothomb (1936-2023)          | Partito Social-cristiano                                                   | 6 aprile 1981                            | Baldovino del Belgio                |                   |                                           |
| Eyskens                                                      | 6 aprile 1981     | Charles-Ferdinand Nothomb (1936-2023)          | Partito Social-cristiano                                                   | 17 dicembre 1981                         | Baldovino del Belgio                |                   |                                           |
| Relazioni esterne                                            |                   |                                                |                                                                            |                                          |                                     |                   |                                           |
|                                                              |                   | Leo Tindemans (1922-2014)                      | Partito Popolare Cristiano                                                 | Martens V                                | 17 dicembre 1981                    | 28 novembre 1985  | Baldovino del Belgio                      |
| Martens VI                                                   | 28 novembre 1985  | Leo Tindemans (1922-2014)                      | Partito Popolare Cristiano                                                 | 21 ottobre 1987                          |                                     |                   | Baldovino del Belgio                      |
| Martens VII                                                  | 21 ottobre 1987   | Leo Tindemans (1922-2014)                      | Partito Popolare Cristiano                                                 | 9 maggio 1988                            |                                     |                   | Baldovino del Belgio                      |
| Martens VIII                                                 | 9 maggio 1988     | Leo Tindemans (1922-2014)                      | Partito Popolare Cristiano                                                 | 19 giugno 1989                           |                                     |                   | Baldovino del Belgio                      |
| Affari esteri                                                |                   |                                                |                                                                            |                                          |                                     |                   |                                           |
|                                                              |                   | Mark Eyskens (1933)                            | Partito Popolare Cristiano                                                 | Martens VIII                             | 19 giugno 1989                      | 29 settembre 1991 | Baldovino del Belgio                      |
| Martens IX                                                   | 29 settembre 1991 | Mark Eyskens (1933)                            | Partito Popolare Cristiano                                                 | 7 marzo 1992                             |                                     |                   | Baldovino del Belgio                      |
|                                                              |                   | Willy Claes (1938)                             | Partito Socialista                                                         | Dehaene I                                | 7 marzo 1992                        | 10 ottobre 1994   | Baldovino del Belgio                      |
|                                                              |                   | Frank Vandenbroucke (1955)                     | Partito Socialista                                                         | Dehaene I                                | 10 ottobre 1994                     | 22 marzo 1995     | Alberto II del Belgio                     |
|                                                              |                   | Erik Derycke (1949)                            | Partito Socialista                                                         | Dehaene I                                | 22 marzo 1995                       | 23 giugno 1995    | Alberto II del Belgio                     |
| Dehaene II                                                   | 23 giugno 1995    | Erik Derycke (1949)                            | Partito Socialista                                                         | 12 luglio 1999                           |                                     |                   | Alberto II del Belgio                     |
|                                                              |                   | Louis Michel (1947)                            | Partito Riformatore Liberale (1999-2002) Movimento Riformatore (2002-2004) | Verhofstadt I                            | 12 luglio 1999                      | 11 luglio 2003    | Alberto II del Belgio                     |
|                                                              | Verhofstadt II    | Louis Michel (1947)                            | Partito Riformatore Liberale (1999-2002) Movimento Riformatore (2002-2004) | 11 luglio 2003                           | 18 luglio 2004                      |                   | Alberto II del Belgio                     |
|                                                              | Verhofstadt II    |                                                | Karel De Gucht (1954)                                                      | Liberali e Democratici Fiamminghi Aperti | 18 luglio 2004                      | 10 giugno 2007    | Alberto II del Belgio                     |
| Verhofstadt III                                              | 10 giugno 2007    | 2 marzo 2008                                   | Karel De Gucht (1954)                                                      | Liberali e Democratici Fiamminghi Aperti |                                     |                   | Alberto II del Belgio                     |
| Leterme I                                                    | 2 marzo 2008      | 30 dicembre 2008                               | Karel De Gucht (1954)                                                      | Liberali e Democratici Fiamminghi Aperti |                                     |                   | Alberto II del Belgio                     |
| Van Rompuy                                                   | 30 dicembre 2008  | 15 luglio 2009                                 | Karel De Gucht (1954)                                                      | Liberali e Democratici Fiamminghi Aperti |                                     |                   | Alberto II del Belgio                     |
| Van Rompuy                                                   |                   |                                                | Yves Leterme (1960)                                                        | Cristiano-Democratici e Fiamminghi       | 15 luglio 2009                      | 25 novembre 2009  | Alberto II del Belgio                     |
|                                                              |                   | Steven Vanackere (1964)                        | Cristiano-Democratici e Fiamminghi                                         | Leterme II                               | 25 novembre 2009                    | 6 dicembre 2011   | Alberto II del Belgio                     |
|                                                              |                   | Didier Reynders (1958)                         | Movimento Riformatore                                                      | Rupo                                     | 6 dicembre 2011                     | 11 ottobre 2014   | Alberto II del Belgio                     |
| Michel I                                                     | 11 ottobre 2014   | Didier Reynders (1958)                         | Movimento Riformatore                                                      | 9 dicembre 2018                          | Filippo del Belgio                  |                   |                                           |
| Michel II                                                    | 9 dicembre 2018   | Didier Reynders (1958)                         | Movimento Riformatore                                                      | 27 ottobre 2019                          | Filippo del Belgio                  |                   |                                           |
| Wilmès I                                                     | 27 ottobre 2019   | Didier Reynders (1958)                         | Movimento Riformatore                                                      | 30 novembre 2019                         | Filippo del Belgio                  |                   |                                           |
| Wilmès I                                                     |                   |                                                | Philippe Goffin (1967)                                                     | Movimento Riformatore                    | Filippo del Belgio                  | 30 novembre 2019  | 17 marzo 2020                             |
| Wilmès II                                                    | 17 marzo 2020     | 1º ottobre 2020                                | Philippe Goffin (1967)                                                     | Movimento Riformatore                    | Filippo del Belgio                  |                   |                                           |
|                                                              |                   | Sophie Wilmès (1975)                           | Movimento Riformatore                                                      | De Croo                                  | Filippo del Belgio                  | 1º ottobre 2020   | 15 luglio 2022                            |
|                                                              |                   | Hadja Lahbib (1970)                            | Movimento Riformatore                                                      | De Croo                                  | Filippo del Belgio                  | 15 luglio 2022    | 1º dicembre 2024                          |
|                                                              |                   | Bernard Quintin (1971)                         | Movimento Riformatore                                                      | De Croo                                  | Filippo del Belgio                  | 2 dicembre 2024   | 3 febbraio 2025                           |
| Affari esteri, commercio estero e cooperazione allo sviluppo |                   |                                                |                                                                            |                                          |                                     |                   |                                           |
|                                                              |                   | Maxime Prévot (1972)                           | Les Engagés                                                                | De Wever                                 | 3 febbraio 2025                     | in carica         | Filippo del Belgio                        |

### Esplicative
1. 1 2 3 4 5 6 7 8 9 10 11 12 13  Ricopre inoltre la carica di Primo ministro.
2. ↑  Ricopre anche la carica di Primo ministro e Ministro delle finanze.
3. ↑  Ricopre anche la carica di Ministro della guerra.
4. 1 2 3  Ricopre anche la carica di Ministro del commercio estero.
5. ↑  Ricopre anche le cariche di Primo ministro e di Ministro del commercio estero.
6. ↑  Ricopre anche le cariche di Ministro del commercio estero e di Primo ministro nel primo governo Spaak.
7. ↑  Ricopre anche le cariche di Ministro dell'informazione e della propaganda fino al 1944, ministro del commercio estero dal 1944 al 1947 e Primo ministro nel 1946 e dal 1947 al 1949.
8. ↑  Ricopre anche la carica di Ministro del commercio estero fino al 1950.
9. ↑  Ricopre anche le cariche di Vice primo ministro e di ministro del Ruanda-Urundi fino al 1965.
10. ↑  Ricopre anche la carica di Ministro della cooperazione allo sviluppo dal 1974.
11. ↑  Ricopre anche la carica di Segretario di Stato all'economia regionale, aggiunto al Ministro degli affari di Bruxelles, fino al 1979.
12. 1 2 3 4  Ricopre anche la carica di Vice primo ministro.
13. ↑  Ricopre anche la carica di Vice primo ministro nel 1995.
14. ↑  Ricopre anche la carica di Vice primo ministro nel 2009.
15. ↑  Ricopre anche la carica di Ministro delle riforme istituzionali.
16. ↑  Ricopre anche la carica di Vice primo ministro, Ministro degli affari europei, Ministro del commercio estero fino al 2014 e Ministro della difesa e Ministro incaricato del Beliris e delle istituzioni culturali federali dal 2014.
17. ↑  Ricopre anche la carica di Ministro della difesa
18. ↑  Ricopre anche la carica di Vice primo ministro e Ministro degli affari europei, del commercio estero e della istituzioni culturali federali.
19. ↑  Ricopre anche la carica di Ministro degli affari europei, del commercio estero e della istituzioni culturali federali.